# Alfred Schmidt (Radsportler)
Alfred Schmidt (* 3. April 1901 in Gorbitz; † unbekannt) war ein deutscher Radrennfahrer und nationaler Meister im Radsport.

## Sportliche Laufbahn
Schmidt war Straßenradsportler. 1925 gewann er mit seinem Verein RV Wanderfalke Dresden in der Besetzung Arthur Wemme, Alfred Schmidt, Erich Kotsch, Willi Langer, Fritz Müller und Erich Rühl die nationale Meisterschaft im Mannschaftszeitfahren vor dem RV Schweinfurt 1889. 1926 wurde er Deutscher Meister im Straßenrennen der Amateure vor Richard Zeissner. 1921 war er bei Rund um Köln Dritter geworden. 1924 hatte er das Rennen Rund um die Sächsische Schweiz gewonnen. Diesen Erfolg konnte er ein Jahr später wiederholen. 1926 gewann er Quer durch Württemberg.
Von 1927 bis 1936 war er Berufsfahrer. Im Großen Opelpreis von Deutschland 1927 holte er einen Etappensieg. Er bestritt das Rennen als Einzelstarter ohne ein Radsportteam.